# Podgaće
Podgaće  je naselje na Ćićariji, u općini Lanišće na 500 m nadmorske visine. Smješteno je 1km sjeverozapadno od Lanišća, uz rub krškoga polja na lokalnoj prometnici Lanišće–Prapoće, ispod županijske ceste Lanišće–Račja Vas. Od sjevernih je vjetrova zaštićeno 200m visokom stijenom, iz koje izvire prirodna pitka voda. Stanovništvo se tradicionalno bavilo isključivo poljodjelstvom i stočarstvom (proizvodnja i prodaja mlijeka). 

## Povijest
Prvi se put spominje 1358. s drugim selima Rašporske gospoštije, s kojima je 1394. pripalo Veneciji. Na groblju na ulazu u selo mala je kapela, a na zapadnom kraju naselja crkvica Sv. Ane s preslicom na pročelju. Prema obliku ulaznih vrata crkva se datira u gotičko razdoblje. Kraj nje je pojilište s fontanom i izvorom vode.

## Stanovništvo
| broj stanovnika | 212   | 230   | 266   | 272   | 343   | 368   |       |       | 304   | 241   | 150   | 85    | 56    | 63    | 46    | 52    | 44    |
|                 | 1857. | 1869. | 1880. | 1890. | 1900. | 1910. | 1921. | 1931. | 1948. | 1953. | 1961. | 1971. | 1981. | 1991. | 2001. | 2011. | 2021. |